# Patricia Fiorent
Patricia Fiorent Slater, född 7 september 1973 i Malmö, är en svensk målare, modell och författare med rötter i Italien och Istrien. Hon arbetar med erotisk konst och började 2007 samarbeta med den New York-baserade Jeff Koons.

## Biografi

### Bakgrund och stil
Fiorent är delvis självlärd men utbildad inom medie- och kommunikationsvetenskap, samt genom reklamskolan Berghs School of Communication.
Sedan tonåren har hon, säger hon, förverkligat sina egna sexuella fantasier genom målandet av nakna kvinnor. 2008 var hennes senaste bildserie en svit tillägnad Fiorents dåvarande flickvän, musikern och den tidigare modellen Anna Karena.
Patricia Fiorent är kreatör och bildkonstnär av erotisk konst och oljemåleri. Hon har beskrivit sin konst som en "hyllning till kvinnan" och hennes rätt att leva sina egna drömmar. Hon målar gärna med fingrarna och säger sig producera sina målningar när hon är naken, i syfte att komma närmare konsten. Den tekniken har beskrivits som "erotisk primalkonst". Fiorent gör även videoinstallationer med uppläsning ur egna dagböcker/noveller.

### Produktioner och utställningar
Fiorent ställde första gången ut i New York 1998, med de tidiga målningarna ur The Weater Series. Därefter har hon haft ett flertal utställningar på olika platser i Europa, i Spanien exempelvis Our Present Time.
2003 syntes ~Nudism~ på Sublime Gallery i New York, del av Naked Minds and Bodies producerad i samarbete med konstnärskollegan Ron Burkhardt (~Notism~) och fotografen / och konstnären Peter Beard (~Living Sculptures~). Via denna utställning fick Fiorent kontakt med den internationellt kände konstnären Jeff Koons, och 2007 började hon arbeta för Jeff Koons Studio i New York. Det innebar ett flitigt pendlande mellan Malmö (där hon hade sin egen ateljé) och New York. Arbetet som färgspecialist hos Jeff Koons avslutades 2015.
I samband med Naked Minds and Bodies-utställningen kom Fiorent även att inleda samarbe med konstfotografen Peter Beard. Hon har därefter verkat som konstmodell för Beard, bland annat i jättelik, retrospektiv konstbok. 
2008 ställdes Fiorents konst ut på Galleri Rönnquist & Rönnquist i Malmö.

## Verk

### Bildserier
- The Portrait of John F. Kennedy Jr., 1996
- The Water Series, 1996–2000
- Reds, 2001–2003
- Still Waters, 2001–2003
- The Patterns, 2001–2003
- From Within, 2002
- Blood Picture, 3 juni 2003
- Naked Minds and Bodies, 2003
- In Decay, 2004
- Rage, I–II, 2004
- A Sadistic Mind, 2004
- Je T'aime, I–II, 2004
- The Devil's Work I–IV, 2004
- Dita von Teese, 2004–2005
- Self Portraits "i", 2006
- Sugar Frosting, 2006
- Go America, 2006–2007
- Spirit of Ecstasy, mars–juni 2007
- Wonder Land, juni–juli 2007
- Orgasm I–III, 2008–2009
- Dream, 2006–2013
- Projections of a Mind, 2014–2015